# Thecocarcelia sumatrana
Thecocarcelia sumatrana là một loài ruồi trong họ Tachinidae.